# Сімсір (Чечня)
Сімсір (рос. Симсир) — село у Ножай-Юртовському районі Чечні Російської Федерації.
Населення становить 2064 особи (2019). Входить до складу муніципального утворення Симсирське сільське поселення.

## Історія
Згідно із законом від 20 лютого 2009 року органом місцевого самоврядування є Симсирське сільське поселення.

## Населення
| 1990  | 2002  | 2010  | 2012  | 2013  | 2014  | 2015  |
| ----- | ----- | ----- | ----- | ----- | ----- | ----- |
| 1000  | ↗1332 | ↗1701 | ↗1767 | ↗1791 | ↗1836 | ↗1886 |
| 2016  | 2017  | 2018  | 2019  |       |       |       |
| ↗1939 | ↗1975 | ↗2019 | ↗2064 |       |       |       |